# Nipponosaurus
Nipponosaurus („japonský ještěr“) byl rod mohutného kachnozobého dinosaura, žijícího v období pozdní křídy (asi před 80 miliony let) na území dnešního ostrova Sachalin (Rusko).

## Historie

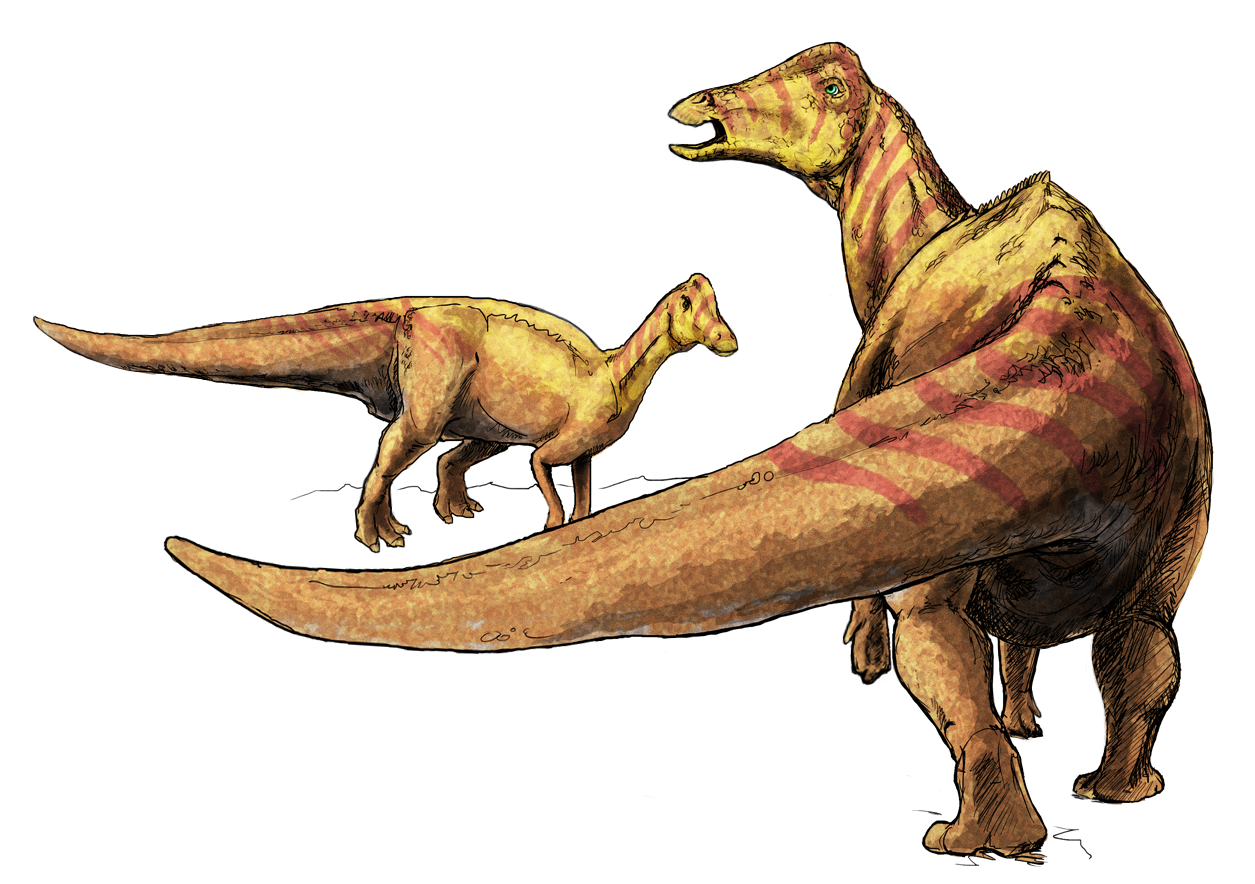
Starší umělecká představa o vzezření niponosaura

V době objevu a popisu náležel ostrov Sachalin pod svrchovanost Japonského císařství a dinosaurus tak byl popsán japonským paleontologem Takumi Nagaem (proto rodové jméno, odkazující k Japonsku). Dnes se jedná o severovýchodní část Asie pod svrchovaností Ruské Federace. Typový druh N. sachalinensis byl formálně popsán v roce 1936, holotyp byl zřejmě dosud nedospělý (subadultní) exemplář o délce kolem 4 metrů. Rozměry dospělých exemplářů zatím nejsou známé, jejich délka však mohla dle odhadů na základě porovnání s příbuznými druhy činit až kolem 8 metrů.

## Systematika
Fosilie dosud objevených exemplářů jsou kompletní zhruba ze 60 % (což je poměrně vysoké číslo), přesto zůstává tento lambeosaurin jedním z nejméně poznaných zástupců své skupiny. Jednalo se zřejmě o blízkého příbuzného severoamerického rodu Hypacrosaurus.